# Wielka Rawka
Wielka Rawka je vrch o nadmořské výšce 1307,2 m. Je nejvyšším vrchem hraničního pásma v pohoří Západních Bieščadech.
Vrch je významný svou výškou a atraktivitou. Nachází se jihozápadně od polské obce Ustrzyki Górne v Bieščadském národním parku, který je součástí Mezinárodní biosférické rezervace Východní Karpaty, vyhlášenou UNESCO v roce 1993.
Výjimečně strmý je severovýchodní svah, který je v zimě ohrožen lavinami. Vrch je triangulačním bodem. Vrcholek je porostlý vzácnými rostlinnými druhy.
Samotný vrchol je holnatý a poskytuje nádherné panoramatické výhledy na všechny světové strany. Výhled se naskýtá na slovenské Bukovské vrchy s nejvyšším vrchem Kremenec (1221 m n. m.), Vihorlatské vrchy s nejvyšším vrchem Vihorlat (1075,5 m n. m.), Slanské vrchy s nejvyšším vrchem Šimonka (1092 m n. m.), polské vrchy Smerek (1222,5 m n. m.) a pohoří Połonina Wetlińska, Połonina Caryńska a nejvyšší vrch polských Bieščad Tarnica (1346 m n. m.), ukrajinské vrchy Polonina Runa (1482 m n. m.), Ostrá Hora (1405 m n. m.), s pohořími Polonina Boržava s nejvyšším vrchem Stij (1681 m n. m.) a Bukovska Polonina s nejvyšším vrchem Pikuj (1408 m n. m.).
Za dobrých podmínek je z vrcholu vidět i přes 170 km vzdušnou čarou vzdálené Tatry a přes 180 km vzdušnou čarou vzdálený vrchol Nízkých Tater – Královu holu, na opačnou stranu lze zase dohlédnout hluboko do vnitrozemí Ukrajiny na více než 110 km vzdušnou čarou vzdálené ukrajinské vrchy jako Negrovec (1707 m n. m.), Strimba (1719 m n. m.), Mołoda (1724 m n. m.), Parenkie (1737 m n. m.), Popaďa (1740 m n. m.) a Grofa (1748 m n. m.), nacházející se v pohoří Gorgany.

## Turismus
Wielka Rawka je pro svou výšku a atraktivitu oblíbený vrch vyhledávaný turisty. Nachází se zde významná křižovatka turistických tras. Z Wielke Rawky se lze rychle dostat na tříhraniční vrch Kremenec, který je hraničním uzlem mezi Polskem, Slovenskem a Ukrajinou. Z Wielki Rawky je to také jen kousek na nižší vrch Mała Rawka (1271,5 m n. m.), pod kterým se nachází turistická chata Bacówka PTTK Pod Małą Rawką.
Ze slovenské strany je nejlehčí výstup z Nové Sedlice, nejvýchodnější obce na území Slovenska po  červené turistické značce přes vrch Kremenec, odkud se pokračuje po polské  modré a později  žluté turistické značce.
Obec Nová Sedlica je výchozím místem do Národního parku Poloniny – na hlavní karpatský hřeben – na trojhraničný vrch Kremenec, do oblasti Stužica a Jarabé skály. Je zde možnost ubytování a stravování v zařízeních Penzion Kremenec a Hospoda Beskyd.

## Přístup

### Ze Slovenska[1]
- Po  značce z obce Nová Sedlica, přes vrch Kremenec, odtud po  značce pod vrchol a dále po  značce na vrchol, trvání ↑ 4:10 h, ↓ 3:35 h
- Po  značce z obce Nová Sedlica přes vrch Čierťaž (1071.0 m), odtud po  značce přes vrchy Hrúbky (1186.4 m), Kamenná lúka (1200.9 m) a Kremenec, odtud po  značce pod vrchol a dále po  značce na vrchol, trvání ↑ 5:35 h, ↓ 4:25 h
- Po  značce hřebenem směrem od vrchu Jarabá skala

Do obce Nová Sedlica se lze dopravit příměstskou dopravou SAD Humenné (SAD HUMENNÉ as), autobusovými linkami 702413 Humenné–Snina, nebo 702418 Humenné–Snina–Ubľa–Sobrance–Michalovce a 709402 Snina – Runina – Ruský Potok – Ulič – Nová Sedlica. Vzdálenost: Humenné-Nová Sedlica 65,9 km, Snina-Nová Sedlica 44,6 km.

### Z Polska[5]
- Po  značce z Przełęcz Wyżniańska (854,6 m n. m.) od turistické horské chaty Bacówka PTTK Pod Małą Rawką přes vrch Mała Rawka, odtud po  značce na vrchol, trvání ↑ 2:00 h, ↓ 1:10 h
- Po  značce z obce Ustrzyki Górne pod vrchol, dále po  značce, trvání ↑ 2:30 h, ↓ 1:45 h
- Po  značce z obce Wetlina přes vrch Mała Rawka, odtud po  značce na vrchol, trvání ↑ 3:40 h, ↓ 2:30 h
- Po  značce hřebenem směrem od vrchu Jarabá Skała

## Galerie

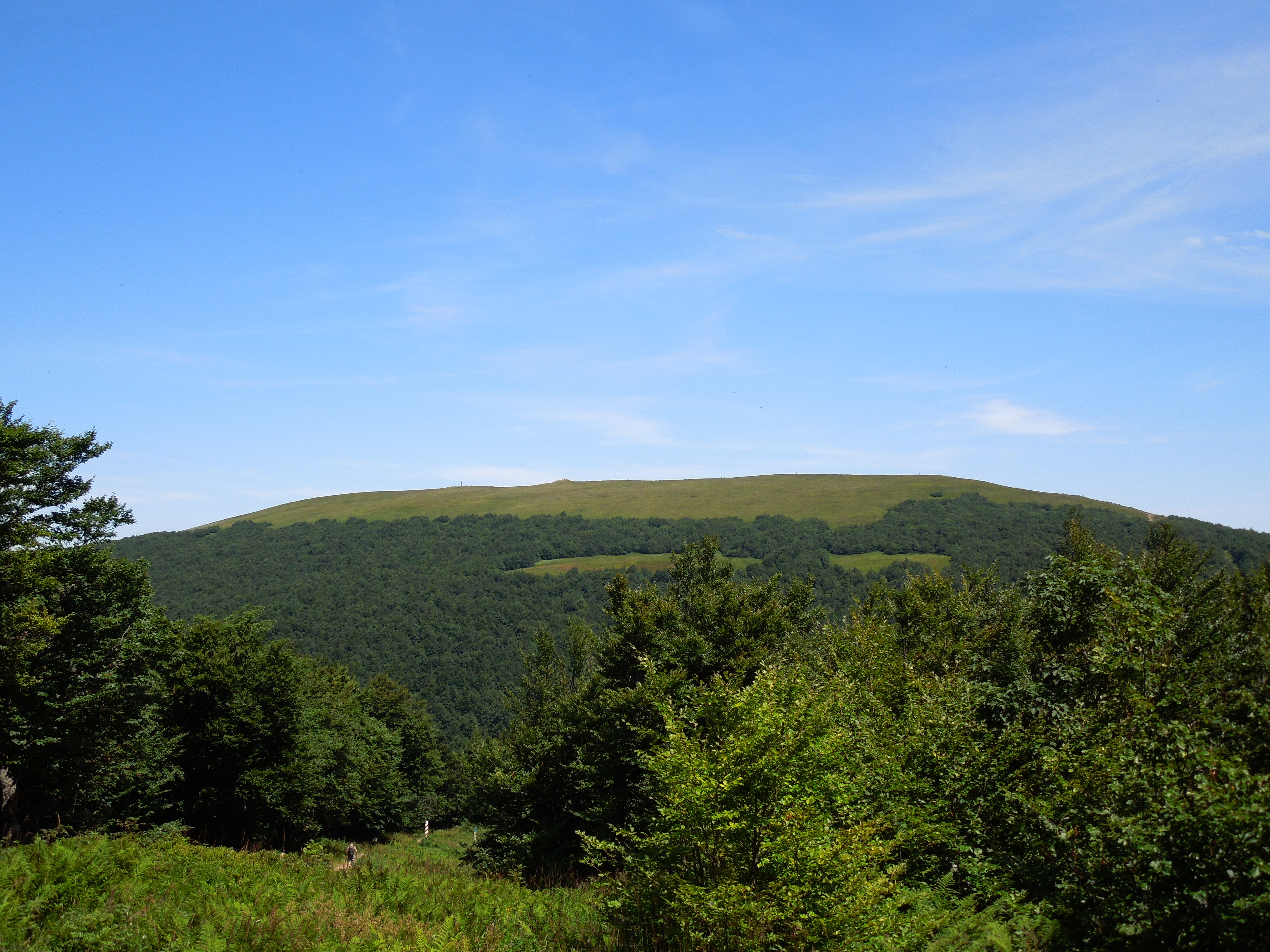
Pohled na Wielku Rawku z Kremenca
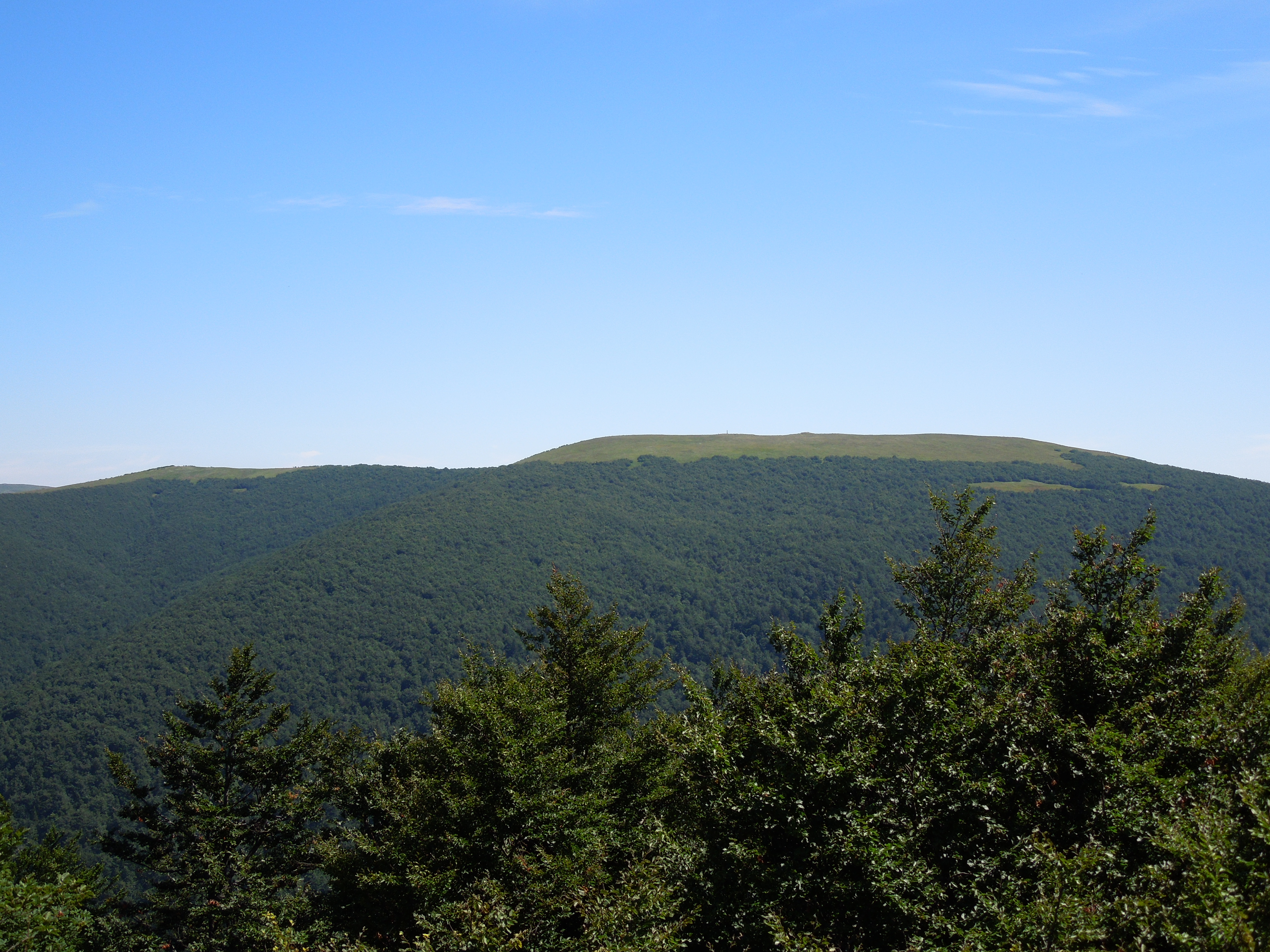
Pohled na vrchy Mała Rawka a Wielka Rawka z vrcholu Kamennej lúky
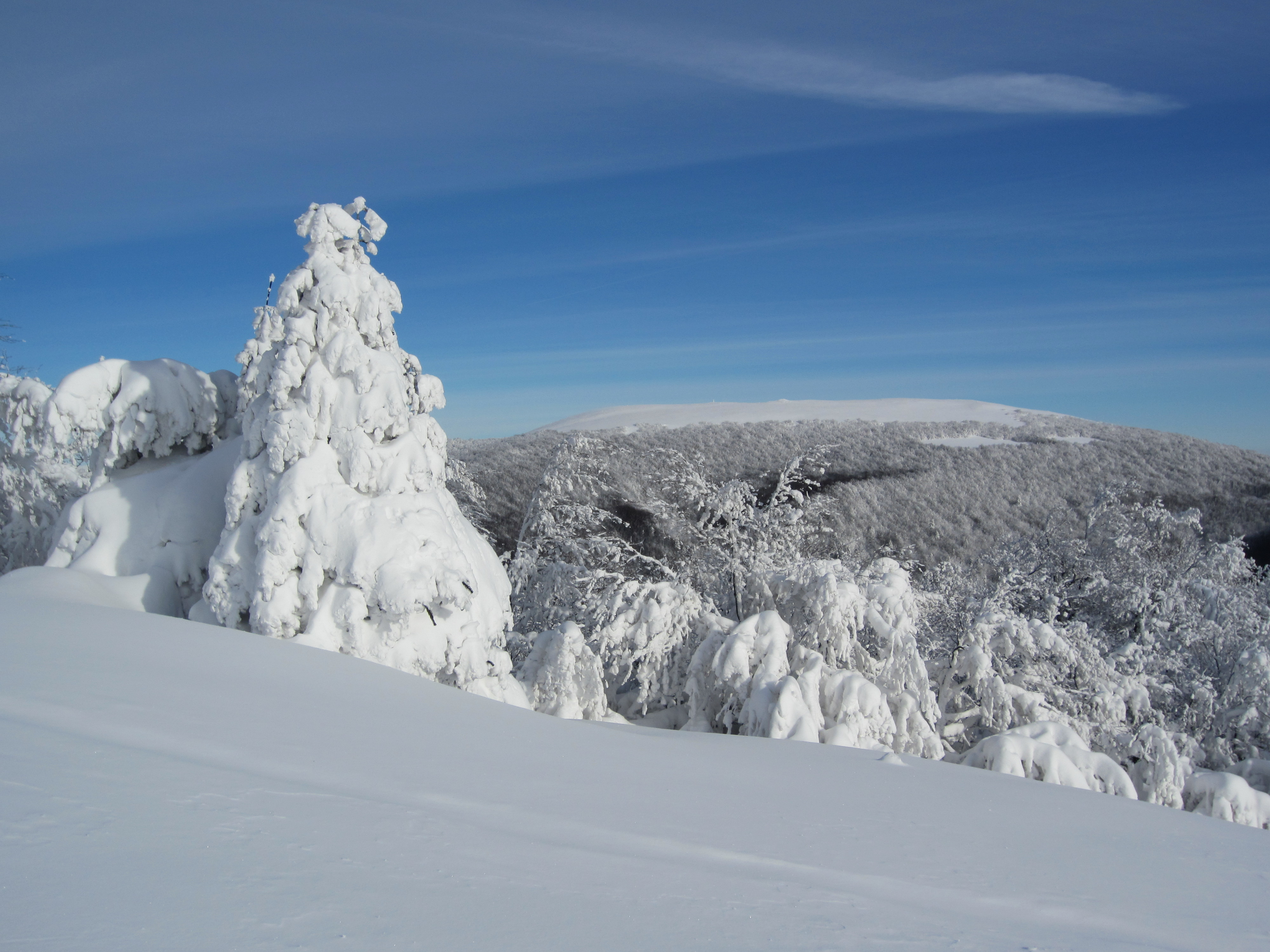
Pohľad na Wielku Rawku z vrcholu Kamennej lúky v zimě